# Monster in the Closet
Pour plus de détails, voir Fiche technique et Distribution.
Monster in the Closet est une comédie de science-fiction/horreur réalisée en 1986 par Bob Dahlin et distribué par Troma Entertainment.

## Synopsis
Après une série de meurtres ayant tous eu lieu dans des placards, un journaliste et son amie scientifique décident de percer le mystère et de sauver San Francisco.
Il s'agit d'un monstre qui apparaît dans des placards.

## Fiche technique
genre : Comédie, horreur, science-fiction

## Distribution
- Donald Grant : Richard Clark
- Denise DuBarry : Professeur Diane Bennett
- Claude Akins : Shérif Sam Ketchem
- Howard Duff : Père Finnegan
- Henry Gibson : Dr Pennyworth
- Donald Moffat : Général Turnbull
- Paul Dooley : Roy
- John Carradine : Old Joe Shempter
- Jesse White : Ben
- Frank Ashmore : Scoop
- Paul Walker : "Professeur" Bennett
- Stella Stevens : Margo
- Kevin Peter Hall : Le Monstre
- Stacy Ferguson : Lucy
- Benny Baker : M. McGinty

## Autour du film
- Ce film marque la première apparition de Paul Walker au cinéma.